# Luciano Savorini
Luciano Savorini (Argenta, Emília-Romanya, 3 d'octubre de 1885 – Bolonya, 30 d'octubre de 1965) va ser un gimnasta artístic italià, que va competir a començament del segle xx.
El 1912 va prendre part en els Jocs Olímpics d'Estocolm, on va guanyar la medalla d'or en la prova del concurs complet per equips del programa de gimnàstica.